# Ludvig Valentiner
Ludvig Valentiner (10. maj 1881 – 22. april 1959) var en dansk præst, der stiftede FDF (Frivilligt Drenge- og Pige-Forbund) sammen med Holger Tornøe den 27. oktober 1902, og var formand for FDF i tiden fra 1909 til 1954.
Han modtog ridderkorset den 27. oktober 1927 i forbindelse med FDF's 25 års jubilæum, og blev i 1952 Ridder af 1. grad af Dannebrog i forbindelse med sin pensionering.